# Bagers plats

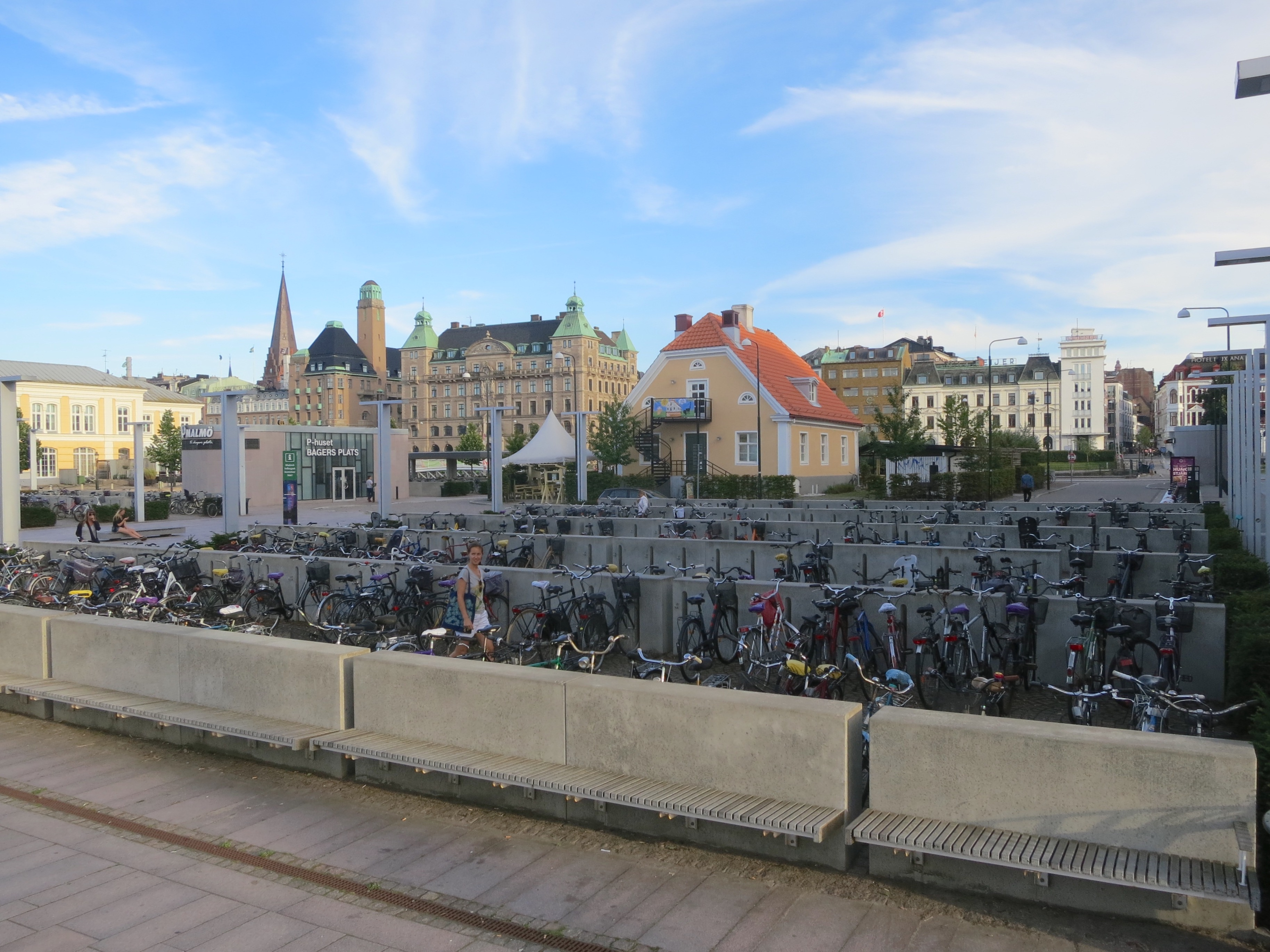
Bagers plats med cykelparkering, nerfart till parkeringshus och Hamnmästarbostaden.

Bagers plats är ett mindre område med torgliknande karaktär i centrala Malmö, ett stenkast ifrån Malmö centralstation och Anna Lindhs plats. Mellan Bagers plats och Malmö centralstation går gångbron Bagers bro, byggd 2012.

## Historia
Bagers plats fick namnet 1880 efter handelsmännen Lorens Isak Bager och Johan Peter Bager. Bagers plats låg då där Anna Lindhs plats ligger idag. Den nutida Bagers plats hette då Bagerskajen. På Bagers plats står det en större villa som byggdes 1835 åt hamnmästaren Petter Peterson. Efter 20 års tjänst hade han tröttnat på de långa vandringarna mellan hemmet i staden och hamnen.  I början och slutet av 1900-talet användes Bagers plats som upplag för kol, tegel och byggmaterial. På 1960-talet växte platsen när det gjordes en utfyllnad av Suellshamnen söder om Suellsbron.

## Ombyggnad 2010

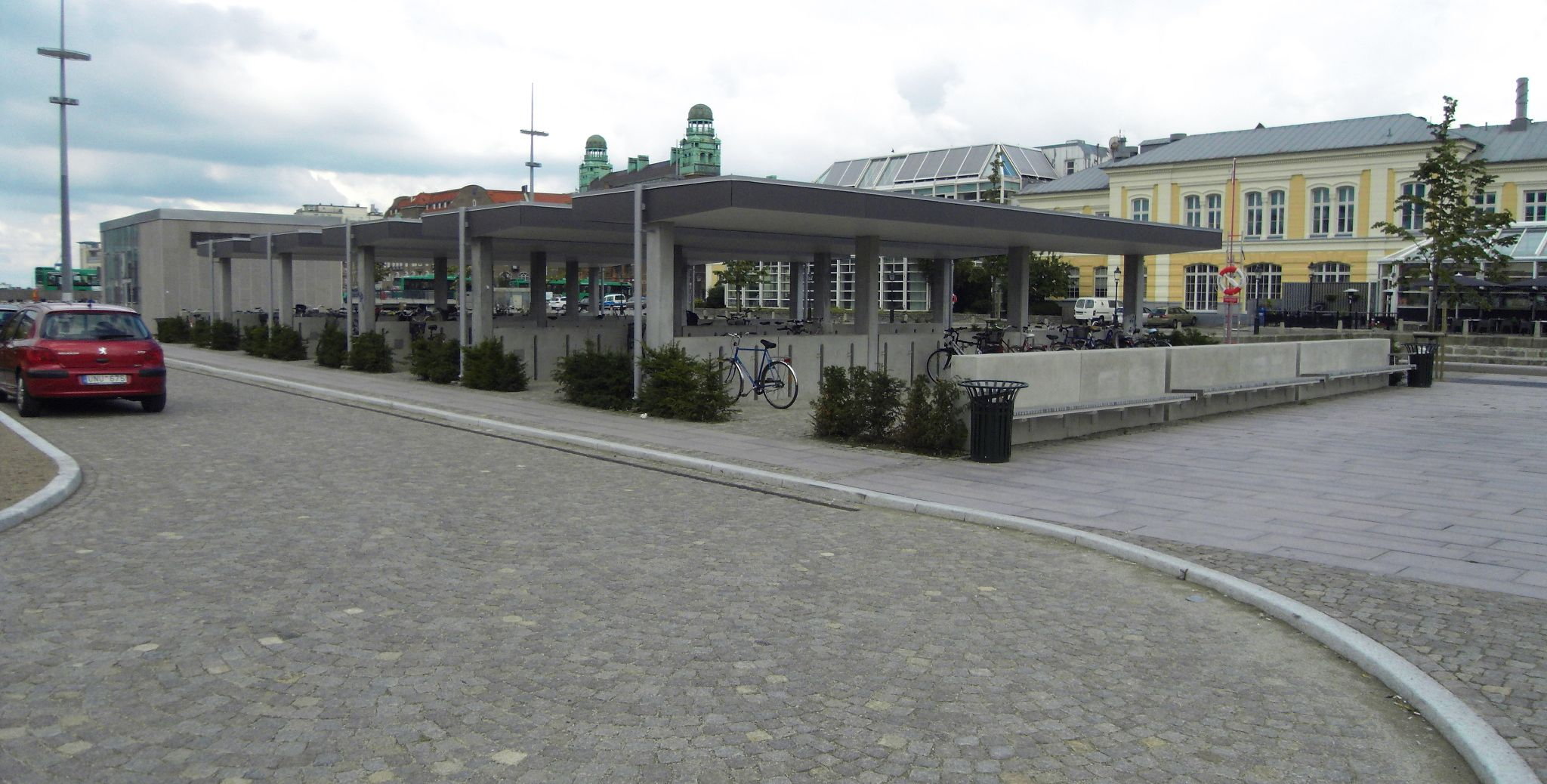
Cykelgaraget på Bagers plats.

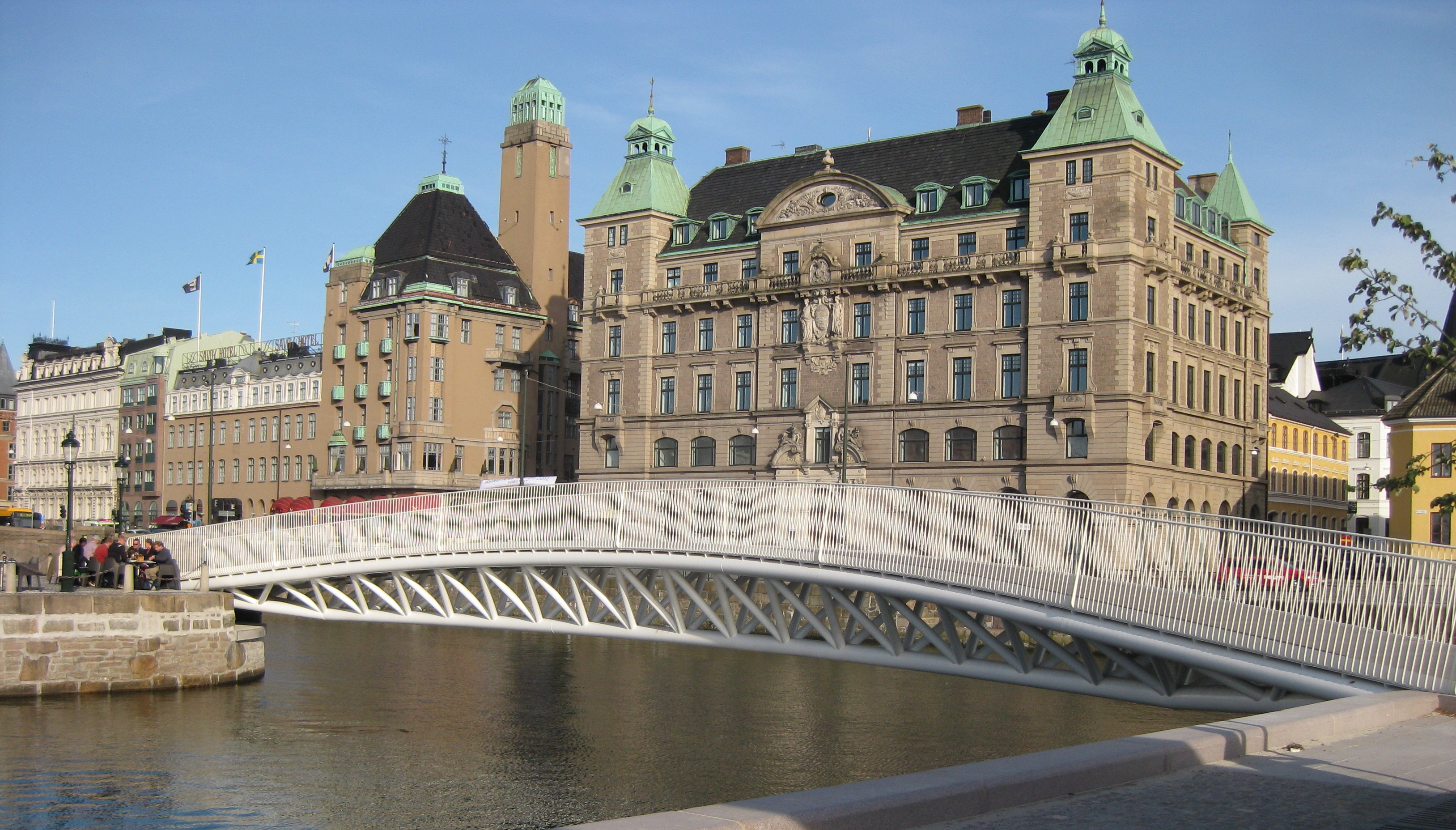
Bagers bro, som binder samman Bagers plats (åt höger) och Centralplan.

Ett nytt parkeringshus under Bagers plats började byggas 2010 och invigdes den 9 februari 2012. Det har 400 parkeringsplatser och 1 000 cykelplatser. Parkeringshuset ligger under marken och är i 2 plan. P-huset kostade 200 miljoner kronor att bygga. I projektet ingick även Bagers bro mellan Bagers plats och Innerstaden.
För att bygga parkeringshuset flyttade man tillfälligt Hamnmästarbostället på Bagers plats 200–250 meter till Neptuniparken. Flytten skedde den 27 april 2010 och året efter flyttades huset tillbaka. Huset står nu ovanpå parkeringshuset och framför en av uppgångarna från citytunneln vid Malmö C. Runt om huset går en väg som fungerar som på och avstigningsplats till citytunneln och anslutning till parkeringshuset. 